# Campionatul European de Fotbal Sub-21 2009
Campionatul European de Fotbal sub 21 UEFA 2009 a început pe 15 iunie 2009 și este cea de-a șaptesprezecea ediție a unui Campionat European de Fotbal sub 21 UEFA. Este primul turneu final după ce competiția a devenit bianuală, primul după ediția organizată la o diferență de un an, ediția 2006-07. Suedia găzduiește acest turneu final în iunie 2009, prin urmare selecționata ei sub 21 s-a calificat automat. 51 alte țări dintr-un total de 52 națiuni sub jurisdicția UEFA, incluzând aici separat Muntenegru și Serbia, cele două țări fiind la prima participare separată, au trecut printr-un sistem de calidicări pentru a decide celelalte adversare ale Suediei la turneul final. Andorra nu a participat. Pot participa jucători care s-au născut pe 1 ianuarie 1986 sau după.

## Calificarea

### Grupe
Cele 51 de națiuni au fost împărțite în zece grupe de calificare, cu meciuri programate de 31 mai 2007 până pe 10 septembrie 2008. Tragerea la sorți pentru runda de calificări a avut loc pe 13 februarie 2007, la Stockholm, Suedia.
| Grupa 1 Italia Croația Grecia Albania Azerbaidjan Insulele Feroe | Grupa 2 Cehia Ucraina Turcia Armenia Liechtenstein | Grupa 3 Portugalia Anglia Bulgaria Irlanda Muntenegru | Grupa 4 Spania Rusia Polonia Georgia Kazahstan            | Grupa 5 Țările de Jos Elveția Norvegia Macedonia Estonia         |
| Grupa 6 Danemarca Slovenia Lituania Finlanda Scoția              | Grupa 7 Belgia Slovacia Islanda Austria Cipru      | Grupa 8 Serbia Ungaria Belarus Letonia San Marino     | Grupa 9 Germania Israel Moldova Irlanda de Nord Luxemburg | Grupa 10 Franța România Bosnia și Herțegovina Țara Galilor Malta |

### Baraj
Cele zece câștigătoare de grupă și cele mai bune patru ocupante ale locului 2 au participat barajul pt accederea în grupele turneului final din Suedia. Meciurile s-au disputat în octombrie 2008.
| Echipa #1    | Scor final | Echipa #2 | Manșa 1 | Manșa 2 |
| ------------ | ---------- | --------- | ------- | ------- |
| Germania     | 2-1        | Franța    | 1-1     | 1-0     |
| Danemarca    | 0-2        | Serbia    | 0-1     | 0-1     |
| Turcia       | 1-2        | Belarus   | 1-0     | 0-2     |
| Austria      | 3-3(pen.)  | Finlanda  | 1-2     | 2-1     |
| Țara Galilor | 4-5        | Anglia    | 2-2     | 2-3     |
| Italia       | 3-1        | Israel    | 0-0     | 3-1     |
| Elveția      | 3-4(d.p)   | Spania    | 2-1     | 1-3     |

### Echipele calificate
- Suedia ca gazdă
- Belarus
- Anglia
- Finlanda
- Germania
- Italia
- Spania
- Serbia

Tragerea la sorți pentru turneul final a avut loc pe 3 decembrie 2008 la Complexul Expozițional Svenska Mässan din Göteborg. Încă dinaintea extragerii, Suedia era prima exhipă din grupa A, din postura de gazde, în timp ce Spania a fost prima extrasă în grupa B.

## Extragerea finală
Urna A
- Suedia primește A1
- Spania primește B1

Urna B
- Anglia
- Italia

Urna C
- Serbia
- Finlanda
- Germania
- Belarus

Prima urnă ar fi conținut cele mai importante participante, echipa țării gazdă – Suedia și campionii de la ediția precedentă, Olanda. Cum Olanda nu a reușit să se califice, echipa cu cele mai bune rezultate în calificări urma să îi ia locul, respectiv Spania. Suedia și Spania au fost repartizate automat drept A1 respectiv B1. Cea de-a doua urnă conținea următoarele două echipe din punct de vedere al performanțelor în calificări: Anglia și Italia. Anglia a obținut poziția B3 iar Italia A3. Ultima urnă conținea celelalte patru echipe calificate: Serbia, Finlanda, Germania și Belarus. Belarus a fost extrasă prima, obținând poziția A2, Germania a primit B2, Serbia A4, iar Finlanda B4.

## Stadioane

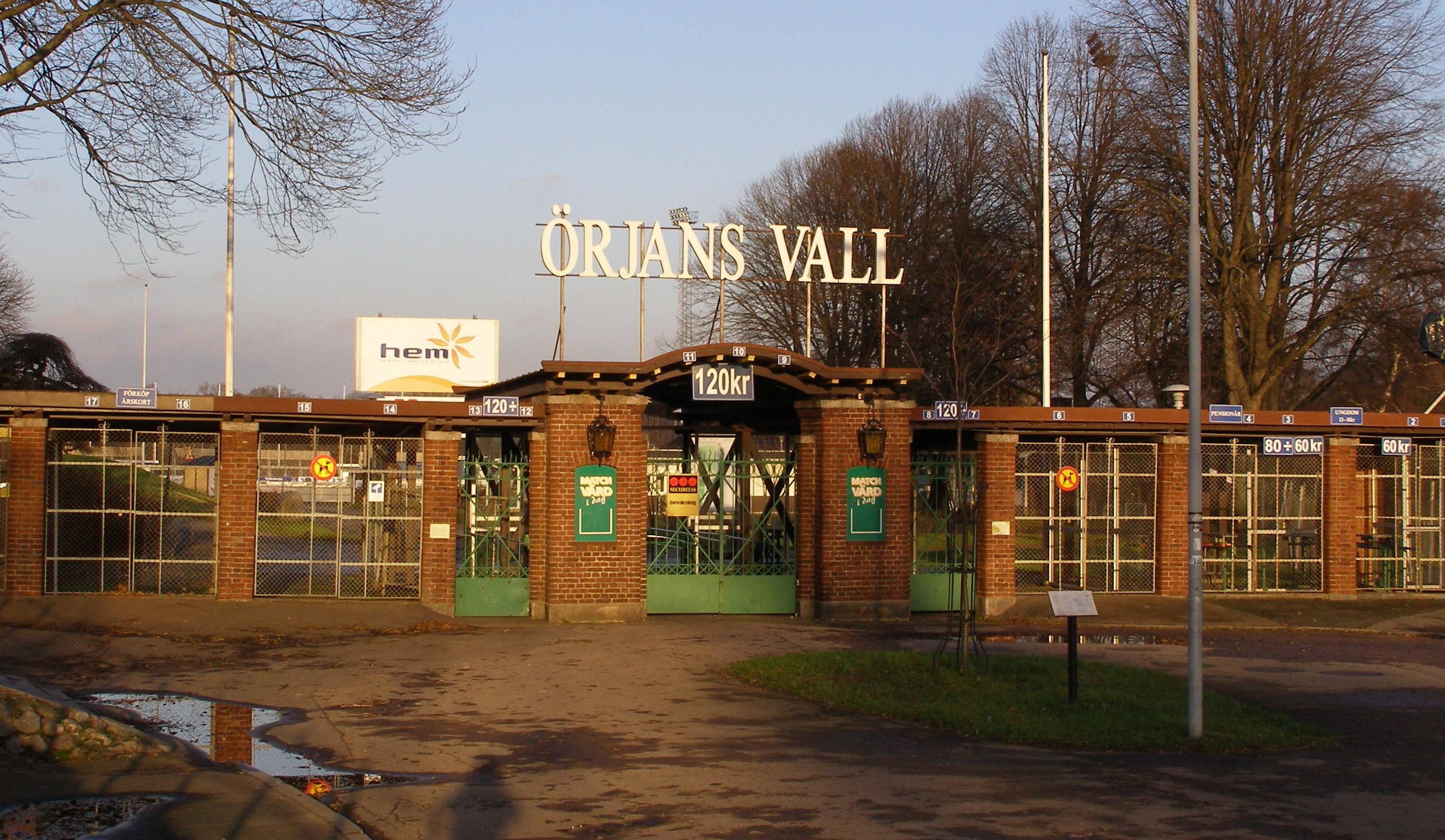
Örjans Vall, văzut de la intrare.

Pentru a găzdui turneul final au fost alese următoarele stadioane:
| Stadion          | Locație     | Capacitate normală | Capacitate turneu |
| ---------------- | ----------- | ------------------ | ----------------- |
| Swedbank Stadion | Malmö       | 24,000             | 21,000            |
| Gamla Ullevi     | Göteborg    | 18,800             | 16,700            |
| Olympia          | Helsingborg | 17,000             | 12,000            |
| Örjans Vall      | Halmstad    | 15,500             | 8,000             |

### Probleme organizatorice

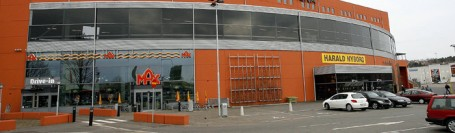
Restaurantul Max de la Borås Arena.

După refuzul lanțului suedez de magazine alimentare Max, de a-și închide restaurantele de pe Borås Arena în timpul turneului (ei nefiind sponsori oficiali ai UEFA), UEFA a retras acest stadion de pe lista celor care urmau să găzduiască meciuri la turneul final. Există un contract între UEFA și oraș respectiv UEFA și sponsori prin care se stipulează că sponsorii UEFA trebuie să dețină monopolul în jurul arenei. Un oraș nu poate forța Max să își închidă afacerea, chiar dacă scria asta în contract, iar Max avea un contract cu orașul.
Pe 2 septembrie, Federația de Fotbal Suedeză a nominalizat stadionul Örjans Vall din Halmstad pentru a înlocui Borås Arena, devenind oficial cel de-al patrulea oraș-gazdă câteva zile mai târziu. Au primit trei meciuri din faza grupelor care urmau să se dispute pe stadionul Borås Arena, în timp ce cea de-a doua semifinală a fost mutată de la Borås la Helsingborg, pe Olympia.
Pe parcursul turneului, Swedbank Stadion va fi cunoscut sub denumirea de Malmö New Stadium, deoarece Swedbank, cei care dețin drepturile de nume ale stadionului, nu sunt sponsori oficiali ai UEFA.

## Meciuri

### Faza grupelor

#### Grupa A
| Echipa  | Mec | V | E | Î | GM | GP | Ad | Pct |
| ------- | --- | - | - | - | -- | -- | -- | --- |
| Italia  | 3   | 2 | 1 | 0 | 4  | 2  | +2 | 7   |
| Suedia  | 3   | 2 | 0 | 1 | 9  | 4  | +5 | 6   |
| Serbia  | 3   | 0 | 2 | 1 | 1  | 3  | −2 | 2   |
| Belarus | 3   | 0 | 1 | 2 | 2  | 7  | −5 | 1   |

| 16 iunie 2009 | Suedia  | 5 | 1 | Belarus |
|               | Italia  | 0 | 0 | Serbia  |
| 19 iunie 2009 | Suedia  | 1 | 2 | Italia  |
|               | Belarus | 0 | 0 | Serbia  |
| 23 iunie 2009 | Serbia  | 1 | 3 | Suedia  |
|               | Belarus | 1 | 2 | Italia  |

| Suedia                                               | 5 - 1  | Belarus     |
| ---------------------------------------------------- | ------ | ----------- |
| Martynovich 34' (a.g.) Berg 38' 44' 81' Svensson 89' | Raport | Kislyak 33' |

| Italia | 0 - 0  | Serbia |
| ------ | ------ | ------ |
|        | Raport |        |

| Suedia       | 1 – 2  | Italia                        |
| ------------ | ------ | ----------------------------- |
| Toivonen 89' | Raport | Balotelli 23' Acquafresca 53' |

| Belarus | 0 – 0  | Serbia |
| ------- | ------ | ------ |
|         | Raport |        |

| Serbia    | 1 – 3  | Suedia                          |
| --------- | ------ | ------------------------------- |
| Kačar 27' | Raport | Berg 7' 15' (pen.) Toivonen 29' |

| Belarus     | 1 – 2  | Italia                       |
| ----------- | ------ | ---------------------------- |
| Kislyak 45' | Raport | Acquafresca 45+3' 75' (pen.) |

#### Grupa B
| Echipa   | Mec | V | E | Î | GM | GP | Ad | Pct |
| -------- | --- | - | - | - | -- | -- | -- | --- |
| Anglia   | 3   | 2 | 1 | 0 | 5  | 2  | +3 | 7   |
| Germania | 3   | 1 | 2 | 0 | 3  | 1  | +2 | 5   |
| Spania   | 3   | 1 | 1 | 1 | 2  | 2  | 0  | 4   |
| Finlanda | 3   | 0 | 0 | 3 | 1  | 6  | −5 | 0   |

| 15 iunie 2009 | Anglia   | 2 | 1 | Finlanda |
|               | Spania   | 0 | 0 | Germania |
| 18 iunie 2009 | Germania | 2 | 0 | Finlanda |
|               | Spania   | 0 | 2 | Anglia   |
| 22 iunie 2009 | Finlanda | 0 | 2 | Spania   |
|               | Germania | 1 | 1 | Anglia   |

| Anglia                      | 2 - 1  | Finlanda         |
| --------------------------- | ------ | ---------------- |
| Cattermole 15' Richards 53' | Raport | Sparv 33' (pen.) |

| Spania | 0 - 0  | Germania |
| ------ | ------ | -------- |
|        | Raport |          |

| Germania                | 2 – 0  | Finlanda |
| ----------------------- | ------ | -------- |
| Höwedes 59' Dejagah 61' | Raport |          |

| Spania | 0 – 2  | Anglia                  |
| ------ | ------ | ----------------------- |
|        | Raport | Campbell 67' Milner 73' |

| Finlanda | 0 – 2  | Spania                |
| -------- | ------ | --------------------- |
|          | Raport | Torrejón 29' León 55' |

| Germania  | 1 – 1  | Anglia      |
| --------- | ------ | ----------- |
| Castro 5' | Raport | Rodwell 30' |

### Etapa eliminatorie

#### Semifinale
| Anglia                                   | 3 - 3 (a.e.t.) | Suedia                    |
| ---------------------------------------- | -------------- | ------------------------- |
| Cranie 1' Onuoha 27' Bjärsmyr 38' (a.g.) | Raport         | Berg 68' 81' Toivonen 75' |

|                                              |       | Penaltiuri                                   |  |  |
| Milner Hart Cattermole Johnson Walcott Gibbs | 5 – 4 | Berg Elm Bjärsmyr Lustig R. Bengtsson Molins |  |  |
|                                              |       |                                              |  |  |

| Italia | 0 – 1  | Germania |
| ------ | ------ | -------- |
|        | Raport | Beck 48' |

#### Finala
| Germania                           | 4 - 0  | Anglia |
| ---------------------------------- | ------ | ------ |
| Castro 23' Özil 48' Wagner 79' 84' | Raport |        |

| Germania | Anglia |

| GERMANIA:      |    |                    |     |     |
|                |    |                    |     |     |
| GK             | 1  | Manuel Neuer       |     |     |
| RB             | 2  | Andreas Beck       |     |     |
| CB             | 4  | Benedikt Höwedes   |     |     |
| CB             | 5  | Jérôme Boateng     |     |     |
| LB             | 3  | Sebastian Boenisch | 65' |     |
| DM             | 15 | Mats Hummels       |     | 83' |
| RM             | 14 | Fabian Johnson     |     | 69' |
| CM             | 20 | Gonzalo Castro     |     |     |
| CM             | 8  | Sami Khedira (c)   |     |     |
| LM             | 10 | Mesut Özil         |     | 89' |
| CF             | 13 | Sandro Wagner      | 84' |     |
| Schimbări:     |    |                    |     |     |
| MF             | 16 | Daniel Schwaab     |     | 69' |
| MF             | 6  | Dennis Aogo        |     | 83' |
| DF             | 19 | Marcel Schmelzer   |     | 89' |
| Antrenor:      |    |                    |     |     |
| Horst Hrubesch |    |                    |     |     |

| ANGLIA:       |    |                   |  |     |
|               |    |                   |  |     |
| GK            | 22 | Scott Loach       |  |     |
| RB            | 2  | Martin Cranie     |  | 79' |
| CB            | 17 | Micah Richards    |  |     |
| CB            | 6  | Nedum Onuoha      |  | 46' |
| LB            | 19 | Kieran Gibbs      |  |     |
| DM            | 12 | Fabrice Muamba    |  | 78' |
| CM            | 4  | Lee Cattermole    |  |     |
| CM            | 10 | Mark Noble (c)    |  |     |
| RW            | 7  | James Milner      |  |     |
| LW            | 11 | Adam Johnson      |  |     |
| CF            | 14 | Theo Walcott      |  |     |
| Schimbări:    |    |                   |  |     |
| DF            | 18 | Michael Mancienne |  | 46' |
| MF            | 15 | Jack Rodwell      |  | 78' |
| MF            | 8  | Craig Gardner     |  | 79' |
| Antrenor:     |    |                   |  |     |
| Stuart Pearce |    |                   |  |     |

| Omul meciului: Mesut Özil Arbitrii asistenți: Joël De Bruyn György Ring Al patrulea oficial: Pedro Proença |

| Campionatul European de Fotbal sub 21 UEFA 2009 Căștigători |
| ----------------------------------------------------------- |
| Germania Primul titlu                                       |

## Golgheteri

### 7 goluri
- Marcus Berg

### 3 goluri
- Robert Acquafresca
- Ola Toivonen

### 2 goluri
- Syarhey Kislyak
- Gonzalo Castro
- Sandro Wagner

### 1 gol
- Fraizer Campbell
- Lee Cattermole
- Martin Cranie
- James Milner
- Nedum Onuoha
- Micah Richards
- Jack Rodwell
- Tim Sparv
- Andreas Beck
- Ashkan Dejagah
- Benedikt Höwedes
- Mesut Özil
- Mario Balotelli
- Gojko Kačar
- Pedro León
- Marc Torrejón
- Gustav Svensson

### Autogol
- Aleksandr Martynovich (pentru Suedia)
- Mattias Bjärsmyr (pentru Anglia)